# Anthurium concolor
Anthurium concolor är en kallaväxtart som beskrevs av Kurt Krause. Anthurium concolor ingår i släktet Anthurium och familjen kallaväxter. Inga underarter finns listade.